# Zeche Johanna
Die Zeche Johanna ist ein ehemaliges Steinkohlenbergwerk in Durchholz-Hammertal. Die Zeche war auch unter dem Namen Zeche Johanna im Herbeder Holz bekannt. Das Bergwerk gehörte zum Märkischen Bergamtsbezirk und dort zum Geschworenenrevier Hardenstein.

## Bergwerksgeschichte
Die erste Mutung wurde im Jahr 1779 beim Bergamt eingelegt. Im Jahr 1785 wurde eine erneute Mutung eingelegt, außerdem wurde in diesem Jahr eine Vermessung durchgeführt. Die Vermessung erfolgte vom 1. Förderschacht in östlicher und in westlicher Richtung. Im darauffolgenden Jahr wurden aus dem Pleßbachtal je ein Stollen in Richtung Westen und in Richtung Osten aufgefahren. Die angefahrenen Flöze hatten eine Mächtigkeit von 59 Zoll mit einem Bergestreifen von 10 bis 17 Zoll. Die Höhe des Kohlenpfeilers betrug 30 Lachter. Die vorhandenen Flöze waren Fettkohlenflöze. Etwa um das Jahr 1820 war die Zeche in Betrieb. Im Jahr 1827 wurde ein Längenfeld verliehen. Die Verleihung erfolgte für den Abbau im Flöz Johanna. Im Jahr 1842 war das Bergwerk nachweislich in Betrieb. Am 24. März und am 9. April des Jahres 1847 wurde das Geviertfeld Johanna verliehen. Das Geviertfeld befand sich im Herbeder Holz. Im Jahr 1855 wurden mit sechs Bergleuten 93½ preußische Tonnen Steinkohle gefördert. Ab dem 2. Quartal des Jahres 1858 wurde die Zeche Johanna in Fristen gelegt. In der Zeit von 1875 bis 1910 gehörte die Berechtsame zur Zeche Blankenburg. Im Jahr 1933 konsolidierte ein Teilfeld zur Zeche Elisabethenglück.